# ショーン・ヘイズ
ショーン・ヘイズ（Sean Hayes、1970年6月26日 - ）は、アメリカ合衆国出身の俳優、プロデューサー、コメディアン。

## 来歴
イリノイ州シカゴ出身のアイルランド系。イリノイ州立大学で音楽と演劇を学ぶ。その後はピアノ奏者として働き、地元の劇団の演出家としても活動する。シカゴのステッペンウルフ・シアター・カンパニーのために作曲をしたり、即興劇団のセカンド・シティに参加したりもした。
1995年にロサンゼルスに移り、コマーシャルに出演したり、スタンダップ・コメディの舞台に立つなどするようになる。1998年から8年間続いた人気コメディシリーズ 『ふたりは友達? ウィル&グレイス』でエキセントリックなゲイのジャックを演じて人気を博した。
俳優業以外では、2010年に第64回トニー賞授賞式で司会を務めたほか、『Hot in Cleveland』『GRIMM/グリム』の共同製作総指揮も行っている。

## 私生活
2010年3月、雑誌「Advocate」のインタビューに応じ、自身がゲイであることをカミングアウト。パートナーの男性の存在も明らかにした。

## 主な出演作品

### テレビ
- ふたりは友達? ウィル&グレイス Will & Grace (1998-2006, 2017-)
- ラプンツェル ザ・シリーズ Tangled (2017-) - 声の出演

### 映画
- キャッツ&ドッグス Cats & Dogs (2001) - 声の出演
- エイプリルの七面鳥 Pieces of April (2003)
- ハットしてキャット The Cat in The Hat (2003)
- アイドルとデートする方法 Win a Date with Tad Hamilton! (2004)
- 最高の人生の見つけ方 The Bucket List (2007)
- ソウルメン Soul Men (2008)
- キャッツ&ドッグス 地球最大の肉球大戦争 Cats & Dogs: The Revenge of Kitty Galore (2010) - 声の出演
- 新・三バカ大将 ザ・ムービー The Three Stooges (2012)
- モンスターズ・ユニバーシティ Monsters University (2013) - 声の出演
- ランニング・マン The Running Man (2025)